# Коулдејл (округ Бедфорд, Пенсилванија)
Коулдејл (енгл. Coaldale, Bedford County) град је у америчкој савезној држави Пенсилванија.

## Демографија
По попису из 2010. године број становника је 161, што је 15 (10,3%) становника више него 2000. године.
| Група             | 2000.       | 2010.       |
| Белци             | 140 (95,9%) | 153 (95,0%) |
| Афроамериканци    | 1 (0,7%)    | 4 (2,5%)    |
| Азијати           | 0 (0,0%)    | 0 (0,0%)    |
| Хиспаноамериканци | 4 (2,7%)    | 0 (0,0%)    |
| Укупно            | 146         | 161         |